# هوراند

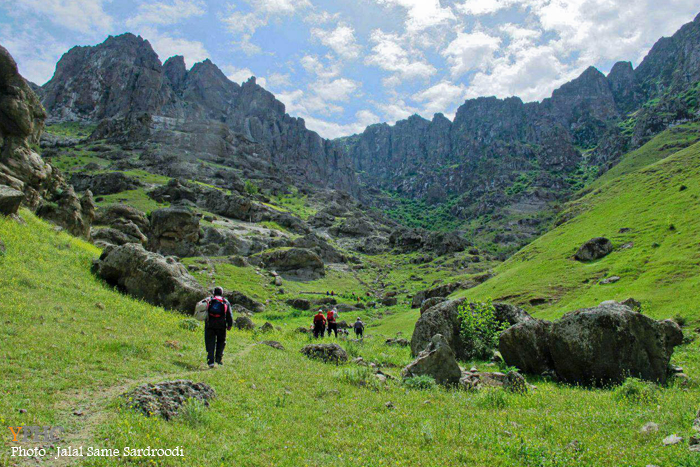
از دیدنی‌های شهرستان هوراند

هُورانْدْ یا هورات یکی از شهرهای شمال‌شرقی استان آذربایجان شرقی و مرکز شهرستان هوراند است. جمعیت این شهر در سال ۱۳۹۵ خورشیدی بالغ بر ۴٬۶۵۸ نفر بوده‌است.

## وجه تسمیه
درمورد ریشه واژه هوراند عقاید مختلفی وجود دارد.
بسیاری از محققان نام‌های: اهر - هوری بره - هووای - هوراند - هریس - هومای - هورمان را از یک ریشه می‌دانند.
برخی نام هوراند را برگرفته از نام قوم هوری می‌دانند، هوری‌ها یا خوری‌ها مردم باستانی آسیای صغیر و شرق و غرب میانرودان شمالی و سوریه بودند، که (تقریباً ۲۵۰۰ ق. م) از کوه‌های جنوب دریای خزر به سرزمین بین هیتیان و آشور، شرق دجله و منطقه کوهسار زاگرس و از آنجا آنها در مناطق بین‌النهرین شمالی و سوریه و حتی ساحل مدیترانه پخش شدند.
برخی نیز معتقدند واژهٔ هوراند، از واژهٔ فارسی اهوراوند ساخته شده که در طول سالیان دراز به هوراند تبدیل شده‌است. گفته می‌شود که معنی واژهٔ اهوراوند، خدای زیبایی‌ها است که شاید به‌دلیل زیبایی کم‌نظیر این شهر، به این نام خوانده شده‌است.

## فرهنگ
زبان رایج اهالی این منطقه ترکی ترکی آذربایجانی بوده و در بعضی از نقاط لهجه‌های تاتی و هرزندی نیز وجود دارد. مذهب اهالی این شهرستان شیعه اثنی عشری می‌باشد.

## جغرافیا
شهر هوراند در ۴۷ درجه و۳۷ دقیقه طول شرقی و ۳۸ درجه و ۸ دقیقه عرض شمالی قرار گرفته‌است و ارتفاع آن از ۱۰۲۴ متر در مرتفعترین نقاط شهر تا ۸۶۰ متر در نقاط پست شهر متغیر است.

## گردشگری
هوراند به دلیل قرار گرفتن در موقعیت خاص جغرافیایی یکی از نقاط بکر و خوشایند برای شکارچیان و صیادان در فصل شکار است.

### تپه باستانی اژدها داش
در دشت لشگرگاه هوراند تپه بسیار کوچکی به شعاع تقریبی ۱۵ و ارتفاع ۵/۱ متر وجود دارد که در اصطلاح محلی به اژدها داش (سنگ اژدها) معروف است. از این تپه آثاری مختلف از قبیل قطعات سفال و سنگ چخماق مربوط به قرون اولیه هزاره اول قبل از میلاد به دست آمده‌است.